# Gan Le'ummi ‘En H̱emed
Gan Le'ummi ‘En H̱emed (hebreiska: גן לאומי עין חמד) är en nationalpark i Israel. Den ligger i distriktet Jerusalem, i den nordöstra delen av landet.